# Saint-André-le-Désert
Saint-André-le-Désert é uma comuna francesa na região administrativa de Borgonha-Franco-Condado, no departamento Saône-et-Loire. Estende-se por uma área de 17,67 km². Em 2010 a comuna tinha 259 habitantes (densidade: 14,7 hab./km²).